# Сеноманский ярус
| система | отдел    | ярус          | Ниж. граница, млн лет |
| --- | -------- | ------------- | --------------------- |
| Палеоген | Палеоцен | Датский       | 66,0                  |
| Мел | Верхний  | Маастрихтский | 72,2 ±0,2             |
| Мел | Верхний  | Кампанский    | 83,6 ±0,2             |
| Мел | Верхний  | Сантонский    | 85,7 ±0,2             |
| Мел | Верхний  | Коньякский    | 89,8 ±0,3             |
| Мел | Верхний  | Туронский     | 93,9 ±0,2             |
| Мел | Верхний  | Сеноманский   | 100,5 ±0,1            |
| Мел | Нижний   | Альбский      | 113,2 ±0,3            |
| Мел | Нижний   | Аптский       | 121,4 ±0,6            |
| Мел | Нижний   | Барремский    | 125,77*               |
| Мел | Нижний   | Готеривский   | 132,6 ±0,6            |
| Мел | Нижний   | Валанжинский  | 137,05 ±0,2           |
| Мел | Нижний   | Берриасский   | 143,1 ±0,6            |
| Юра | Верхняя  | Титонский     | больше                |
| Деление и золотые гвозди в соответствии с IUGS по состоянию на декабрь 2024 года *Золотой гвоздь отмечен в шкале, но в действительности ещё не ратифицирован. |          |               |                       |

Сеноманский ярус (сеноман) — самый нижний ярус верхнего мела. Индекс — K2s, короткое обозначение — Cen. Включает породы, образовавшиеся в течение сеноманского века. Этот век продолжался от 100,5 до 93,9 млн лет назад (всего 6,6 млн лет), наступил вслед за альбским веком и сменился туронским.
Данный ярус впервые выделил Альсид д’Орбиньи в 1847 году в Центральной Франции. Название происходит от Cenomanum — латинского названия города Ле-Ман.
В Западной Сибири сеноманский ярус содержит уникальные месторождения природного газа, из которых в настоящее время производится бо́льшая часть добычи российского газа. Содержит газ, состоящий почти исключительно из метана, не требующий переработки и наиболее дешёвый. Глубина залегания от 650 до 1700 метров. Вода, добываемая в этом регионе из отложений этого яруса, используется там в нефтедобыче.
Вымерший трипс Cenomanithrips из семейства Stenurothripidae назван в честь сеноманского века, в котором образовался бирманский янтарь, где обнаружен ископаемый образец животного.